# Liste der Kulturdenkmäler in Hamburg-Groß Borstel
Die Liste der Kulturdenkmäler in Hamburg-Groß Borstel enthält die in der Denkmalliste ausgewiesenen Denkmäler auf dem Gebiet des Stadtteils Groß Borstel der Freien und Hansestadt Hamburg.
Basis ist der Datensatz Denkmalliste Hamburg auf dem Transparenzportal Hamburg. Dieser enthält alle Objekte, die rechtskräftig nach dem Hamburger Denkmalschutzgesetz vom 5. April 2013 unter Denkmalschutz stehen (§ 6 Abs. 1 DSchG HA) oder zumindest zeitweise standen. Die Denkmalliste steht auch als PDF-Dokument zur Verfügung. Alle Denkmäler in Groß Borstel, die schon nach dem Denkmalschutzgesetz vom 3. Dezember 1973, zuletzt geändert am 27. November 2007, unter Denkmalschutz standen, sind auch auf der Liste der Kulturdenkmäler im Hamburger Bezirk Hamburg-Nord zu finden.

## Legende
- ID: Gibt die vom Denkmalschutzamt Hamburg vergebene Objekt-ID (Identifikationsnummer) des Kulturdenkmals an, (in Klammern gegebenenfalls die Denkmalnummer nach altem Denkmalschutzgesetz).
- Adresse: Nennt den Straßennamen und, wenn vorhanden, die Hausnummer des Kulturdenkmals. Die Grundsortierung der Liste erfolgt nach dieser Adresse.
- Art: Zeigt an, ob es ein Objekt („O“) oder ein Ensemble („E“) ist.
- Datierung: Gibt die Datierung an; das Jahr der Fertigstellung bzw. den Zeitraum der Errichtung.
- Ensemble: Gibt die Nummer des Ensembles an, zu der das Objekt gehört, bzw. bei Ensembles die Nummer des Ensembles selbst.

Hinweis: Die Grundsortierung der Liste erfolgt nach der Adresse und ist alternativ nach ID, Art (Objekt oder Ensemble), Typ, Datierung, Entwurf oder Kurzbeschreibung sortierbar.

| ID           | Adresse | Art | Typ                                               | Kurzbeschreibung                                                | Datierung     | Entwurf                                                 | Ensemble | Bild           |
| ------------ | --- | --- | ------------------------------------------------- | --------------------------------------------------------------- | ------------- | ------------------------------------------------------- | -------- | -------------- |
| 30733        | Alsterkrugchaussee 387, 389, 391, 393, 395, 397, 399, 401, 403, 405, 407, 409, 411, 413, 415, 417, 419, 421 (Lage) | E   |                                                   | Siedlung Alsterkrugchaussee 387-421                             |               |                                                         | 30733    | weitere Bilder |
| 20889 (749)  | Alsterkrugchaussee 387 (Lage)                                                                                      | O   | Siedlungsbau                                      |                                                                 | 1925          | Klophaus & Schoch (Klophaus, Rudolf/Schoch, August)     | 30733    |                |
| 20900 (749)  | Alsterkrugchaussee 389 (Lage)                                                                                      | O   | Siedlungsbau                                      |                                                                 | 1925          | Klophaus & Schoch (Klophaus, Rudolf/Schoch, August)     | 30733    |                |
| 20901 (749)  | Alsterkrugchaussee 391 (Lage)                                                                                      | O   | Siedlungsbau                                      |                                                                 | 1925          | Klophaus & Schoch (Klophaus, Rudolf/Schoch, August)     | 30733    |                |
| 20902 (749)  | Alsterkrugchaussee 393 (Lage)                                                                                      | O   | Siedlungsbau                                      |                                                                 | 1925          | Klophaus & Schoch (Klophaus, Rudolf/Schoch, August)     | 30733    |                |
| 20903 (749)  | Alsterkrugchaussee 395 (Lage)                                                                                      | O   | Siedlungsbau                                      |                                                                 | 1925          | Klophaus & Schoch (Klophaus, Rudolf/Schoch, August)     | 30733    |                |
| 20904 (749)  | Alsterkrugchaussee 397 (Lage)                                                                                      | O   | Siedlungsbau                                      |                                                                 | 1925          | Klophaus & Schoch (Klophaus, Rudolf/Schoch, August)     | 30733    |                |
| 20905 (749)  | Alsterkrugchaussee 399 (Lage)                                                                                      | O   | Siedlungsbau                                      |                                                                 | 1925          | Klophaus & Schoch (Klophaus, Rudolf/Schoch, August)     | 30733    |                |
| 20906 (749)  | Alsterkrugchaussee 401 (Lage)                                                                                      | O   | Siedlungsbau                                      |                                                                 | 1925          | Klophaus & Schoch (Klophaus, Rudolf/Schoch, August)     | 30733    |                |
| 20907 (749)  | Alsterkrugchaussee 403 (Lage)                                                                                      | O   | Siedlungsbau                                      |                                                                 | 1925          | Klophaus & Schoch (Klophaus, Rudolf/Schoch, August)     | 30733    |                |
| 20908 (749)  | Alsterkrugchaussee 405 (Lage)                                                                                      | O   | Siedlungsbau                                      |                                                                 | 1925          | Klophaus & Schoch (Klophaus, Rudolf/Schoch, August)     | 30733    |                |
| 20909 (749)  | Alsterkrugchaussee 407 (Lage)                                                                                      | O   | Siedlungsbau                                      |                                                                 | 1925          | Klophaus & Schoch (Klophaus, Rudolf/Schoch, August)     | 30733    |                |
| 20910 (749)  | Alsterkrugchaussee 409 (Lage)                                                                                      | O   | Siedlungsbau                                      |                                                                 | 1925          | Klophaus & Schoch (Klophaus, Rudolf/Schoch, August)     | 30733    |                |
| 20911 (749)  | Alsterkrugchaussee 411 (Lage)                                                                                      | O   | Siedlungsbau                                      |                                                                 | 1925          | Klophaus & Schoch (Klophaus, Rudolf/Schoch, August)     | 30733    |                |
| 20502 (749)  | Alsterkrugchaussee 413 (Lage)                                                                                      | O   | Siedlungsbau                                      |                                                                 | 1925          | Klophaus & Schoch (Klophaus, Rudolf/Schoch, August)     | 30733    |                |
| 20503 (749)  | Alsterkrugchaussee 415 (Lage)                                                                                      | O   | Siedlungsbau                                      |                                                                 | 1925          | Klophaus & Schoch (Klophaus, Rudolf/Schoch, August)     | 30733    |                |
| 20504 (749)  | Alsterkrugchaussee 417 (Lage)                                                                                      | O   | Siedlungsbau                                      |                                                                 | 1925          | Klophaus & Schoch (Klophaus, Rudolf/Schoch, August)     | 30733    |                |
| 20505 (749)  | Alsterkrugchaussee 419 (Lage)                                                                                      | O   | Siedlungsbau                                      |                                                                 | 1925          | Klophaus & Schoch (Klophaus, Rudolf/Schoch, August)     | 30733    |                |
| 21331 (749)  | Alsterkrugchaussee 421 (Lage)                                                                                      | O   | Siedlungsbau                                      |                                                                 | 1925          | Klophaus & Schoch (Klophaus, Rudolf/Schoch, August)     | 30733    |                |
| 20884        | Am Licentiatenberg o.Nr. (Lage)                                                                                    | O   | Denkmal                                           | Kriegerdenkmal Am Licentiatenberg                               | 1922          | Kuöhl, Richard; Schmidt, Max                            |          |                |
| 24469        | Borsteler Chaussee 137, 139 (Lage)                                                                                 | O   | Doppelwohnhaus                                    |                                                                 | 1882          |                                                         |          |                |
| 20893        | Borsteler Chaussee 148 (Lage)                                                                                      | O   | Einfamilienhaus                                   |                                                                 | 1900, um      |                                                         |          |                |
| 30763        | Borsteler Chaussee 186, 188, 190 (Lage)                                                                            | E   |                                                   | Borsteler Chaussee 186-190                                      |               |                                                         | 30763    |                |
| 21295        | Borsteler Chaussee 186 (Lage)                                                                                      | O   | Zweifamilienhaus                                  |                                                                 | 1905, um      |                                                         | 30763    |                |
| 21294        | Borsteler Chaussee 188 (Lage)                                                                                      | O   | Einfamilienhaus                                   |                                                                 | 1900, um      |                                                         | 30763    |                |
| 20899        | Borsteler Chaussee 190 (Lage)                                                                                      | O   | Zweifamilienhaus                                  |                                                                 | 1905, um      |                                                         | 30763    |                |
| 20881        | Borsteler Chaussee 277 (Lage)                                                                                      | O   | Armenhaus                                         | Armenhaus, ehem.                                                | 1881          |                                                         |          |                |
| 20605        | Borsteler Chaussee 286 (Lage)                                                                                      | O   | Doppelwohnhaus                                    |                                                                 | 19. Jh.       |                                                         |          |                |
| 21343        | Borsteler Chaussee 288 (Lage)                                                                                      | O   | Doppelwohnhaus                                    |                                                                 | 19. Jh.       |                                                         |          |                |
| 29587        | Borsteler Chaussee 301 (Lage)                                                                                      | O   | Altenheim                                         | Pflegeheim Groß Borstel, Hauptgebäude mit Grünflächen           | 1927/29       | Schumacher, Fritz                                       |          | weitere Bilder |
| 30761        | Borsteler Chaussee o.Nr., Schrödersweg 5 (Lage)                                                                    | E   |                                                   | Kirche St. Peter Groß Borstel Borsteler Chaussee / Schrödersweg |               |                                                         | 30761    | weitere Bilder |
| 24248        | Borsteler Chaussee o.Nr. (Lage)                                                                                    | O   | Gemeindehaus (Gemeindesaal, Anbau an Etagenhaus)  |                                                                 | 1931/32       | Höger, Fritz                                            | 30761    |                |
| 20891        | Borsteler Chaussee o.Nr. (Lage)                                                                                    | O   | Trafohaus/Pavillon (Verkaufsraum)/Toilettenanlage |                                                                 | 1920er Jahre  |                                                         |          | BW             |
| 30759        | Brödermannsweg 40, 40a, 40b, 42, 44, 44a, 44b (Lage)                                                               | E   |                                                   | Mütter- und Säuglingsheim / Kinderheim Brödermannsweg           |               |                                                         | 30759    |                |
| 20878        | Brödermannsweg 40 (Lage)                                                                                           | O   | Kinderheim                                        |                                                                 | 1937          | Zoder, Max                                              | 30759    |                |
| 21333        | Brödermannsweg 40a (Lage)                                                                                          | O   | Kinderheim                                        |                                                                 | 1937          | Zoder, Max                                              | 30759    | BW             |
| 21334        | Brödermannsweg 40b (Lage)                                                                                          | O   | Kinderheim                                        |                                                                 | 1937          | Zoder, Max                                              | 30759    | BW             |
| 20885        | Brödermannsweg 42 (Lage)                                                                                           | O   | Mütter- und Säuglingsheim                         |                                                                 | 1959/61       |                                                         | 30759    |                |
| 21335        | Brödermannsweg 44 (Lage)                                                                                           | O   | Mütter- und Säuglingsheim                         |                                                                 | 1959/61       |                                                         | 30759    | BW             |
| 21336        | Brödermannsweg 44a (Lage)                                                                                          | O   | Mütter- und Säuglingsheim                         |                                                                 | 1959/61       |                                                         | 30759    | BW             |
| 21337        | Brödermannsweg 44b (Lage)                                                                                          | O   | Mütter- und Säuglingsheim                         |                                                                 | 1959/61       |                                                         | 30759    | BW             |
| 20896 (114)  | Frustbergstraße 4 (Lage)                                                                                           | O   | Landhaus/Wohnwirtschaftsgebäude                   | Stavenhagen-Haus (Altes Schrödersches Herrenhaus)               | 1703; 1960/62 |                                                         |          |                |
| 20886        | Frustbergstraße Ecke Schrödersweg (Lage)                                                                           | O   | Denkmal                                           | Gustav-Falke-Denkmal                                            | 1952          | Kunstmann, Ludwig                                       |          |                |
| 20892        | Holunderweg 25 (Lage)                                                                                              | O   | Einfamilienhaus                                   |                                                                 | 1911          | Timm, G.                                                |          |                |
| 20894        | Klotzenmoor 40 (Lage)                                                                                              | O   | Doppelwohnhaus                                    |                                                                 | 1936          | Dose, Alfred                                            |          | BW             |
| 20883        | Klotzenmoor 44 (Lage)                                                                                              | O   | Einfamilienhaus                                   |                                                                 | 1935          | Frank, Emil                                             |          | BW             |
| 29586        | Köppenstraße 11 (Lage)                                                                                             | O   | Villa; u. a.                                      | Haus mit Einfriedigung                                          | 1902          | Feindt, Carl                                            |          | BW             |
| 20887        | Köppenstraße 13, 15 (Lage)                                                                                         | O   | Doppelwohnhaus, Einfamilienhaus                   |                                                                 | 1929          | Schumacher, W.                                          |          | BW             |
| 20898        | Licentiatenweg 33 (Lage)                                                                                           | O   | Villa                                             |                                                                 | 1913          | Roggenbuck, Richard H.                                  |          | BW             |
| 29588 (1081) | Lokstedter Damm 47 (Lage)                                                                                          | O   | Mehrfamilienhaus                                  | Gebäude und Einfriedungsmauer                                   | 1908 um       | Cordes, G. E. W.                                        |          |                |
| 20888 (1339) | Moorweg 1 (Lage)                                                                                                   | O   | Wohnwirtschaftsgebäude                            |                                                                 | 1799          |                                                         |          |                |
| 20895        | Schrödersweg 5 (Lage)                                                                                              | O   | Kirchengebäude; Kirchturm                         | Kirche St. Peter Groß Borstel                                   | 1959          | Andersen, Otto; Bunsmann, Walter & Scharf, Paul-Gerhard | 30761    | weitere Bilder |
| 30760        | Spreenende 28, 28a, 28b, 28c, 28d, 30, 30a, 30b, 30c, 30d (Lage)                                                   | E   |                                                   | Spreenende 28-30d                                               |               |                                                         | 30760    |                |
| 21338        | Spreenende 28 (Lage)                                                                                               | O   | Reihenhaus, Doppelhaus ("Langer Jammer")          |                                                                 | 1879, um      |                                                         | 30760    | BW             |
| 21339        | Spreenende 28a (Lage)                                                                                              | O   | Reihenhaus, Doppelhaus ("Langer Jammer")          |                                                                 | 1879, um      |                                                         | 30760    | BW             |
| 21340        | Spreenende 28b (Lage)                                                                                              | O   | Reihenhaus, Doppelhaus ("Langer Jammer")          |                                                                 | 1879, um      |                                                         | 30760    | BW             |
| 21341        | Spreenende 28c (Lage)                                                                                              | O   | Reihenhaus, Doppelhaus ("Langer Jammer")          |                                                                 | 1879, um      |                                                         | 30760    | BW             |
| 21342        | Spreenende 28d (Lage)                                                                                              | O   | Reihenhaus, Doppelhaus ("Langer Jammer")          |                                                                 | 1879, um      |                                                         | 30760    | BW             |
| 20890        | Spreenende 30 (Lage)                                                                                               | O   | Reihenhaus, Doppelhaus ("Langer Jammer")          |                                                                 | 1879, um      |                                                         | 30760    |                |
| 20411        | Spreenende 30a (Lage)                                                                                              | O   | Reihenhaus, Doppelhaus ("Langer Jammer")          |                                                                 | 1879, um      |                                                         | 30760    |                |
| 20412        | Spreenende 30b (Lage)                                                                                              | O   | Reihenhaus, Doppelhaus ("Langer Jammer")          |                                                                 | 1879, um      |                                                         | 30760    |                |
| 21321        | Spreenende 30c (Lage)                                                                                              | O   | Reihenhaus, Doppelhaus ("Langer Jammer")          |                                                                 | 1879, um      |                                                         | 30760    |                |
| 21322        | Spreenende 30d (Lage)                                                                                              | O   | Reihenhaus, Doppelhaus ("Langer Jammer")          |                                                                 | 1879, um      |                                                         | 30760    |                |
| 24426        | Tarpenbekstraße Ecke Nedderfeld (Lage)                                                                             | O   | Grenzstein                                        |                                                                 | 1782          |                                                         |          | BW             |
| 30762        | Warnckesweg 25, 27 (Lage)                                                                                          | E   |                                                   | Warnckesweg 25/27                                               |               |                                                         | 30762    |                |
| 21344        | Warnckesweg 25 (Lage)                                                                                              | O   | Mehrfamilienhaus, Doppelhaus                      |                                                                 | 1907–1908     | Cordes, G. C. W.                                        | 30762    |                |
| 20897        | Warnckesweg 27 (Lage)                                                                                              | O   | Mehrfamilienhaus, Doppelhaus                      |                                                                 | 1905, um      |                                                         | 30762    |                |
| 20877        | Weg beim Jäger 93 (Lage)                                                                                           | O   | Villa                                             |                                                                 | 1910/11       | Gebhardt, Max                                           |          |                |